# Kautokeino
Kautokeinoⓘ (nordsamisch Guovdageaidnu; finnisch und kvenisch: Koutokeino) ist eine Kommune im norwegischen Fylke Finnmark. Die Kommune hat 2852 Einwohner (Stand: 1. Januar 2025) und ist mit einer Fläche von 9.707,35 km² die flächenmäßig größte des Landes. Verwaltungssitz ist die gleichnamige Ortschaft Kautokeino. Kautokeino wird überwiegend von Samen bewohnt und ist eines der Zentren samischer Kultur in Norwegen.

## Geografie

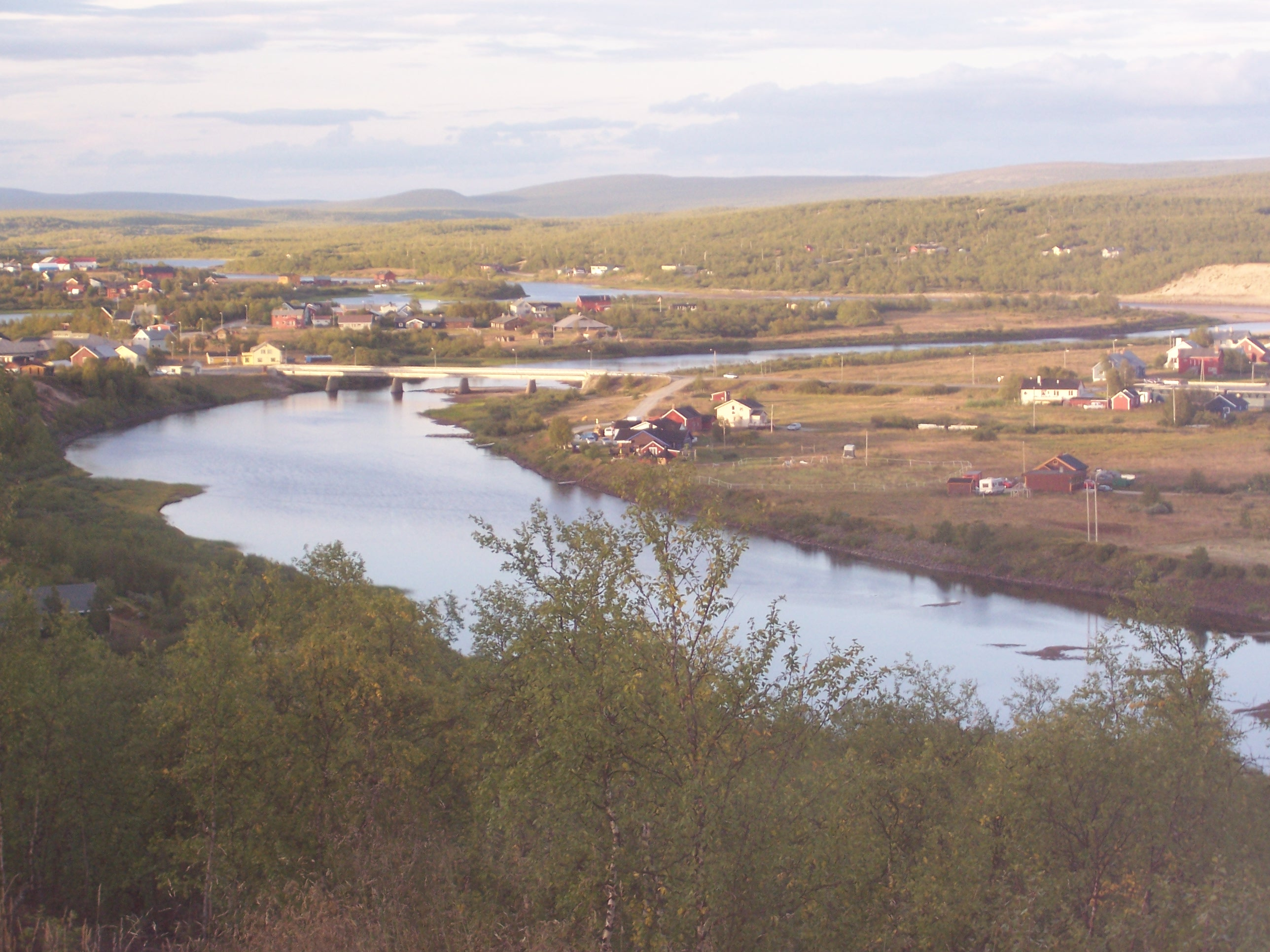
Kautokeinoelva in Kautokeino

Kautokeino liegt im Westen der Finnmark in der Finnmarksvidda. Die Kommune grenzt im Süden an Finnland. In Norwegen grenzt Kautokeino im Osten an Karasjok, im Norden an Alta sowie im Nordwesten an Kvænangen und Nordreisa (beide im Fylke Troms). Durch die Kommune fließt Richtung Norden der Fluss Kautokeinoelva (nordsamisch Guovdageaineatnu), der in der nördlichen Nachbarkommune Alta den Namen Altaelva trägt. In der Kommune Kautokeino münden viele Flüsse in die Kautokeinoelva. Am Ufer des Flusses liegt die Ortschaft Kautokeino, die größte der Kommune.
Auf der Grenze zu den Kommunen Alta und Karasjok im Nordosten liegt der See Iešjávri. Dieser ist mit einer Fläche von 68 km² der größte See der Finnmark. Die Gesamtfläche der Kommune beträgt 9.707,35 km², wobei Binnengewässer zusammen 738,48 km² ausmachen. Mit dieser Fläche ist Kautokeino vor Karasjok mit 5.452,94 km² und Porsanger mit 4.874,29 km² die mit Abstand flächenmäßig größte Kommune Norwegens. Auch unter anderem in der Waldfläche und der von Seen bedeckten Fläche liegt Kautokeino auf dem ersten Platz.
Das Hochplateau Finnmarksvidda liegt in der Kommune weitgehend auf Höhen zwischen 400 und 500 moh. Die Erhebung Mollejus stellt mit einer Höhe von 973,92 moh. den höchsten Punkt der Kommune Kautokeino dar. Der Berg liegt auf der Westgrenze der Kommune. In Kautokeino liegen zudem zwei geodätische Messpunkte des Struve-Bogens. Die Messpunkte sind die beiden Bergen Lodiken und Bealjášvárri. Im Südosten Kautokeinos befindet sich der Anárjohka-Nationalpark (Øvre Anárjohka nasjonalpark).

## Einwohner

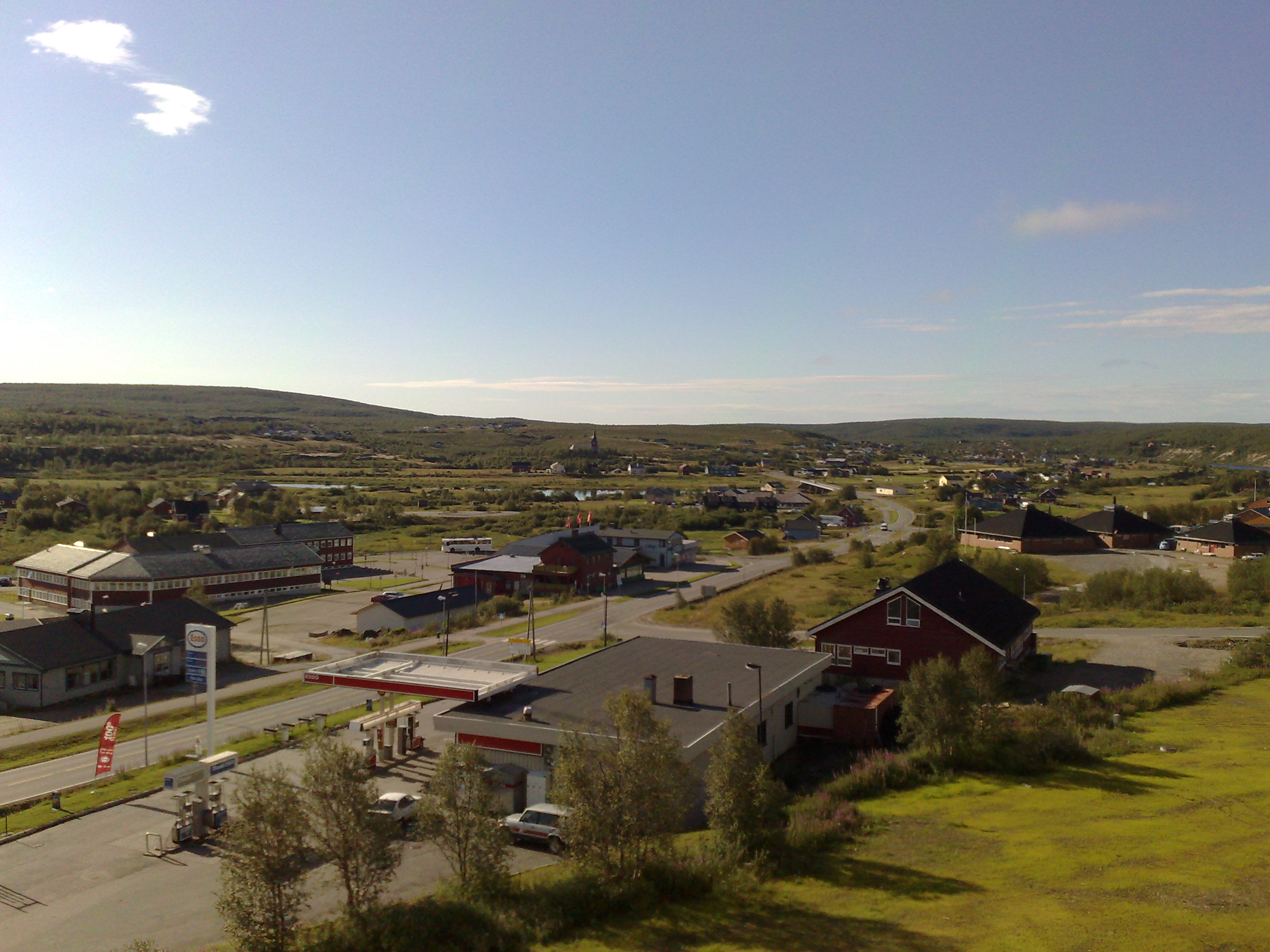
Zentrum von Kautokeino

Erst im 18. Jahrhundert ließen sich in Kautokeino vermehrt Personen dauerhaft nieder. Zuvor wurde das Areal nur von umherziehenden Samen bewohnt. Die meisten Einwohner Kautokeinos sind Samen. Aufgrund von hoher Geburtenzahlen stieg die Einwohnerzahl bis in die 1970er-Jahre stark an und die Zahl der Einwohner konnte sich von 1935 bis 1970 verdoppeln. In den 1990er-Jahren begann ein Bevölkerungsrückgang einzusetzen. Die Einwohner leben in der Kommune verteilt, wobei die meisten größeren Siedlungen am Ufer der Kautokeinoelva liegen. Der Ort Kautokeino ist der einzige sogenannte Tettsted, also die einzige Ansiedlung, die für statistische Zwecke als eine Ortschaft gewertet wird. Zum 1. Januar 2024 lebten dort 1481 Einwohner. Zweitgrößter Ort der Kommune ist Masi. Der Rest der Einwohner verteilt sich auf 14 weitere kleinere Dörfer.
Die Einwohner Kautokeinos werden Kautokeinoværing genannt. Offizielle Schriftsprache ist Bokmål, die weiter verbreitete der beiden norwegischen Sprachformen. Da Kautokeino Teil des samischen Verwaltungsgebiets ist, ist die norwegische Sprache dem Samischen gleichgestellt. Die Einwohner haben dadurch unter anderem einen Anspruch darauf, die Kommunikation mit Behörden in einer samischen Sprache laufen zu lassen. Der Großteil der Einwohner sind der samischen Sprache mächtig.
| Jahr          | 1986 | 1990 | 1995 | 2000 | 2005 | 2010 | 2015 | 2020 | 2025 |
| ------------- | ---- | ---- | ---- | ---- | ---- | ---- | ---- | ---- | ---- |
| Einwohnerzahl | 2925 | 2953 | 3141 | 3068 | 2997 | 2949 | 2914 | 2910 | 2852 |

## Geschichte
Die Kommune Kautokeino entstand im Jahr 1851, als sie von Kistrand ausgegliedert wurde. Zum 1. September 1987 erhielt die Kommune den neuen offiziellen Namen Guovdageaidnu-Kautokeino. Im Jahr 2005 wurde Kautokeino der offizielle norwegische und Guovdageaidnu der offizielle nordsamische Name. Beide Namensformen sind seitdem gleichgestellt.
Im November 1852 ereignete sich die Kautokeino-Rebellion, blutige Ausschreitungen, speziell gegen den Verkauf von Alkohol, der laestadianisch geprägten samischen Bevölkerung gegen Kirche und Staat. 35 aufgebrachte Samen übten am 8. November 1852 Lynchjustiz. Sie töteten den Kaufmann und den Landgendarmen am Ort, peitschten den Pfarrer aus und brannten das Haus des Kaufmanns nieder. Dieser Aufstand hatte in erster Linie seinen Hintergrund in den elenden sozialen Bedingungen der Samen, aber viele gaben Læstadius und seiner Bewegung die Schuld an dem Geschehenen. Die Rädelsführer Aslak Jacobsen Hætta und Mons Aslaksen Somby wurden im Oktober 1854 zum Tode verurteilt und durch Enthauptung hingerichtet. Das Todesurteil für Hættas Bruder Lars (1834–1896) wurde in eine lebenslange Gefängnisstrafe umgewandelt. Als er nach fünfzehn Jahren Haft begnadigt wurde, hatte er begonnen, die Bibel ins Samische zu übersetzen. 1874 erschien seine Übersetzung des Neuen Testaments, 1895 die der gesamten Bibel. Die Geschichte der Rebellion wurde 2007 unter dem Titel „Kautokeino-opprøret“ (dt. Die Kautokeino-Rebellion) von Nils Gaup verfilmt.
Im Rahmen des Ersten Internationalen Polarjahrs betrieb der Däne Sophus Tromholt im Winter 1882/83 in der Polizeistation Kautokeinos ein Observatorium für die Beobachtung von Polarlichtern. Die Fotografien, die er in dieser Zeit vom Leben der samischen Bevölkerung und von der Landschaft der Finnmark machte, befinden sich heute in der Bibliothek der Universität Bergen. Die Sophus-Tromholt-Sammlung wurde im Jahr 2013 von der UNESCO zum Weltdokumentenerbe erklärt.
Der von 1968 bis 1982 andauernde Alta-Konflikt fand teilweise in der Kommune Kautokeino statt. Es handelte sich dabei ein Aufbegehren von Samen gegen das geplante Kraftwerk im Flusssystem von Alta- und Kautokeinoelva. Der Bau des Kraftwerks konnte zwar nicht umgangen werden, es wurde aber unter anderem die Flutung des Ortes Masi in der Kommune Kautokeino verhindert. Das Aufbegehren führte des Weiteren zur Verbesserung der Rechtssituation der Samen in Norwegen. Unter anderem wurden der Schutz der samischen Sprache, Kultur und Gesellschaft im Grundgesetz verankert und das samische Parlament Sameting gegründet. Der aus Kautokeino stammende Ole Henrik Magga wurde der erste Sametingspräsident.

## Wirtschaft und Infrastruktur
Durch Kautokeino verläuft die Europastraße 45 (E45). An der E45 liegen unter anderem die Ortschaften Kautokeino und Masi. Richtung Norden verläuft die E45 in die Nachbarkommune Alta, Richtung Süden nach Finnland. Etwa auf halbem Weg zwischen Masi und Kautokeino zweigt der Riksvei 92 in den Nordosten Richtung Karasjok ab.
Die Rentierhaltung ist ein bedeutender Wirtschaftszweig für die Bewohner Kautokeinos. Der größte Arbeitgeber ist die Kommunalverwaltung. Im Jahr 2021 arbeiteten von rund 1460 Arbeitstätigen etwa 1170 in Kautokeino selbst. Jeweils über 50 Personen pendelten in die Nachbarkommunen Alta und Karasjok.

## Kultur und Bildung
In der Ortschaft Kautokeino steht die Kautokeino kirke, eine Holzkirche aus dem Jahr 1958. Die Vorgängerkirche war während des Zweiten Weltkriegs im Jahr 1944 von den deutschen Besatzern niedergebrannt worden. Die alte Kirche war 1701 erbaut worden und damit die zweitälteste Kirche in der Finnmark. Die zweite Kirche der Kommune ist die Masi kirke in Masi. Die Holzkirche wurde 1965 erbaut.
In Kautokeino liegen die Sitze mehrerer samischer Institutionen. Die samische Hochschule Sámi allaskuvla hat ihren Sitz in Kautokeino. Das samische Theater Beaivváš Sámi Našunálateáhter sowie das norwegisch-samische Parlament Sameting unterhalten im Ort Kautokeino jeweils einen Standort. In Kautokeino liegt zudem eine weiterführende samische Schule. Seit 1990 wird in Kautokeino in Verbindung mit dem dort stattfindenden Osterfestival der samische Musikwettbewerb Sámi Grand Prix veranstaltet. Dort treten samische Künstler aus Norwegen, Finnland, Schweden und Russland in zwei Kategorien gegeneinander an. Von 1996 bis 2012 fand zu Ostern auch das Samische Filmfestival statt. Die Band KEiiNO, die Norwegen beim Eurovision Song Contest 2019 vertrat, benannte sich nach dem Ort.
Aus Kautokeino stammt die Kautokeino-kofta, die Tracht der Samen in Kautokeino. Die Kofte aus Kautokeino gehört im Vergleich zu anderen samischen Trachten zu den bunteren und am stärksten dekorierten Trachten. Sie ähnelt denen aus Inari und Enontekiö in Finnland.

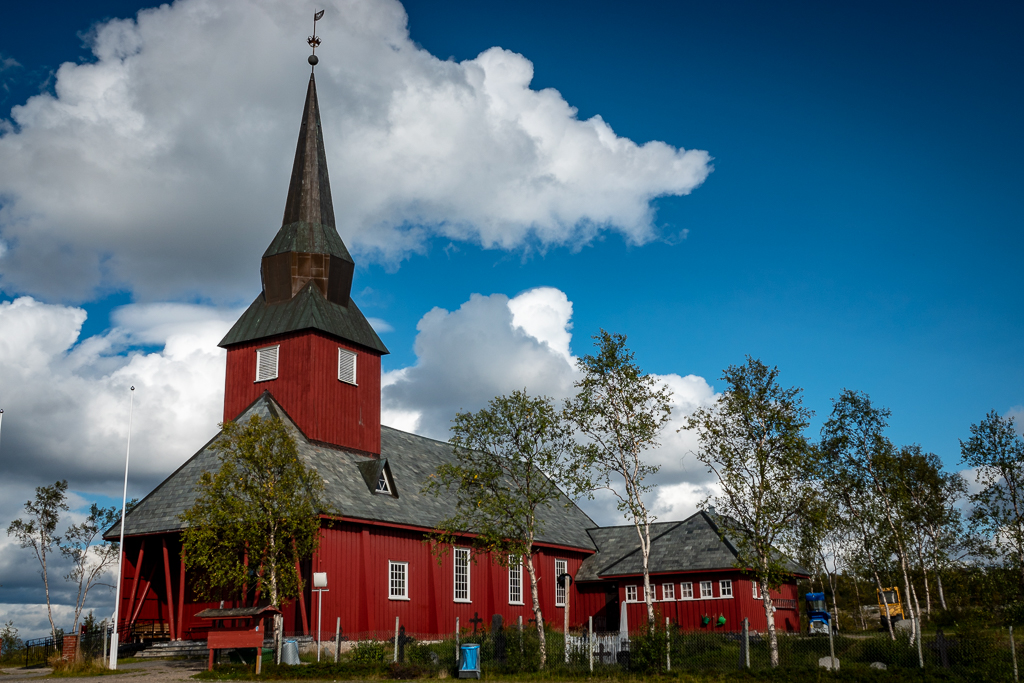
Kirche von Kautokeino
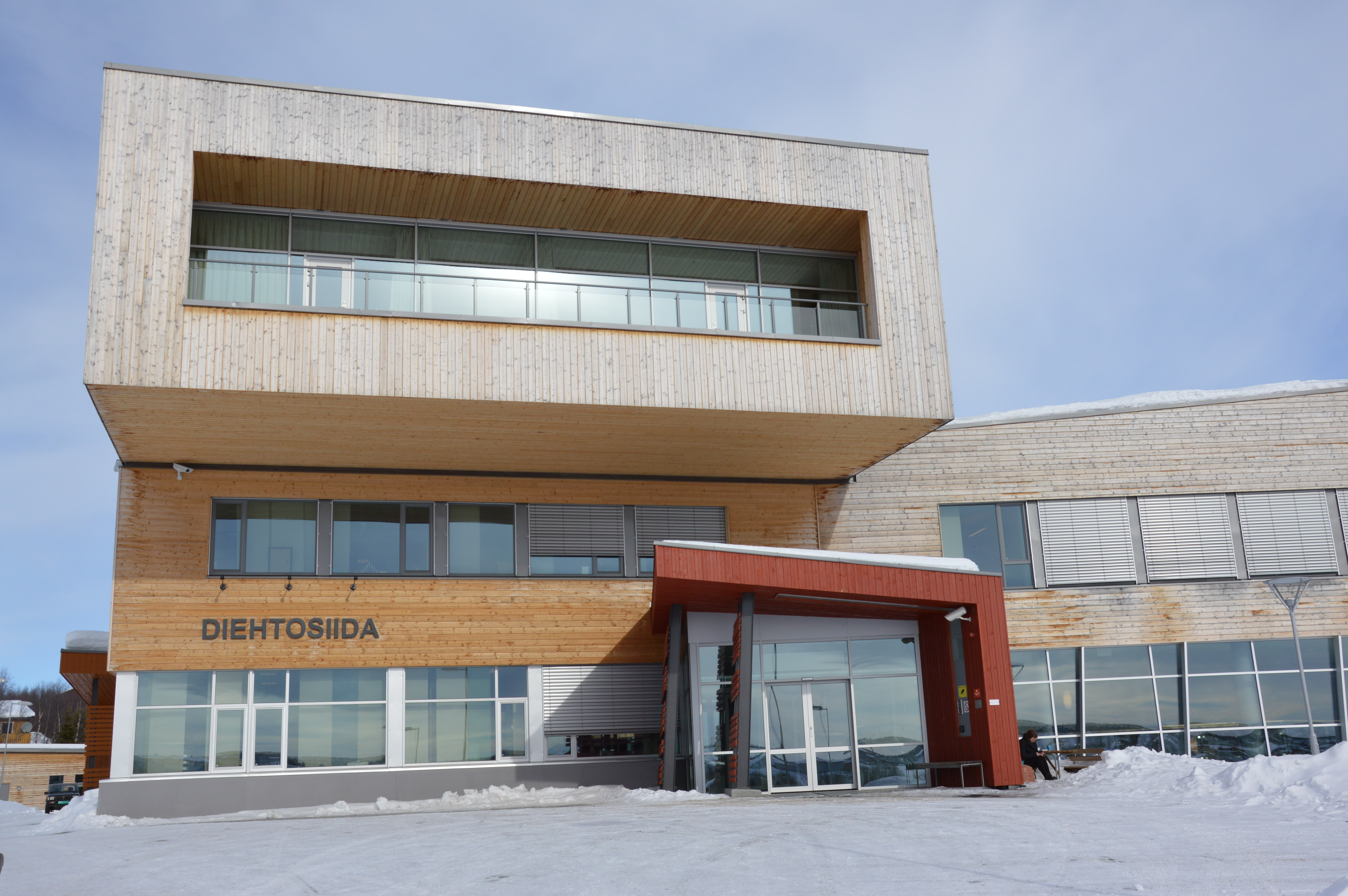
Gebäude der samischen Hochschule
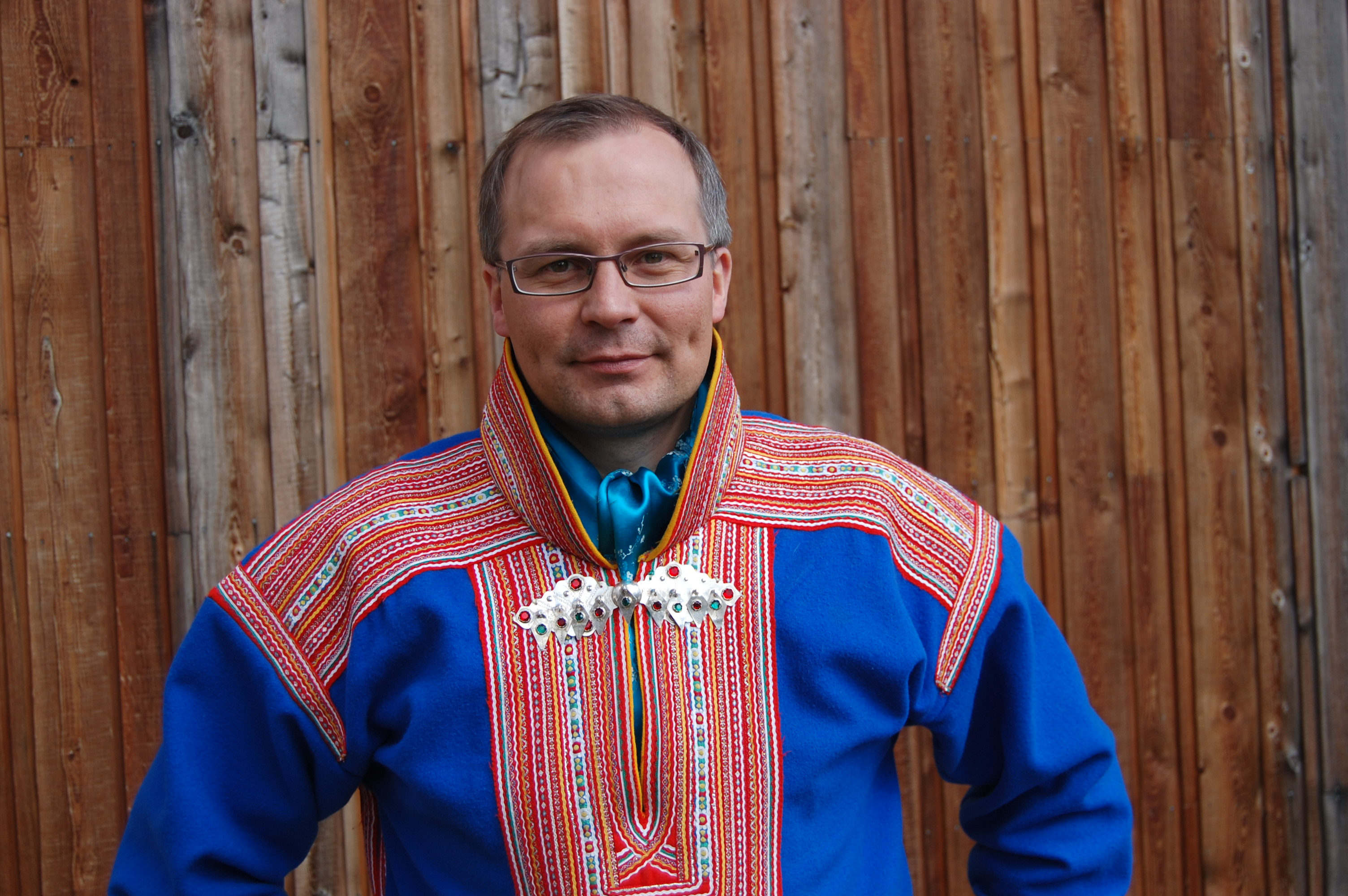
Klemet Erland Hætta, ehemaliger Bürgermeister, in samischer Tracht

## Name und Wappen
Wappenbeschreibung: In Blau ein goldenes Lavvu (Zelt). Das Wappen wurde am 4. September 1987 durch königlichen Beschluss an die Gemeinde verliehen. Beim Namen Kautokeino handelt es sich um eine norwegische Version des finnischen Namens Koutokeino des ursprünglichen samischen Namens für den Ort. Offiziell im Gebrauch sind sowohl Kautokeino als auch die nordsamische Version Guovdageaidnu. Kautokeino wurde im Jahr 1569 als Koutogeino erwähnt, es folgten Erwähnungen als Kod(d)icken im Jahr 1569 und Kotukänj im Jahr 1600. Der Namensbestandteil Guovda- bedeutet „in der Mitte“ während -geaidnu im Deutschen „Weg“ bedeutet. Der Name bezieht sich wahrscheinlich darauf, dass Kautokeino auf etwa halben Weg zwischen Finnland und dem Arktischen Ozean liegt.

## Persönlichkeiten
- Johan Turi (1854–1936), samischer Schriftsteller
- Edel Hætta Eriksen (1921–2023), Pädagogin und Kulturpolitikerin
- Ailo Gaup (1944–2014), Schriftsteller, Lyriker und Dramatiker
- Ole Henrik Magga (* 1947), Sprachwissenschaftler und Politiker
- Nils Gaup (* 1955), Filmregisseur
- Mattis Hætta (1959–2022), Sänger und Schauspieler
- Karen Anne Buljo (* 1964), Schriftstellerin und Lyrikerin
- Aili Keskitalo (* 1968), Politikerin
- Sara Margrethe Oskal (* 1970), Autorin, Schauspielerin, Kunsthandwerkerin, Regisseurin und Filmproduzentin
- Håvard Klemetsen (* 1979), Nordischer Kombinierer
- Máret Ánne Sara (* 1983), Künstlerin, Schriftstellerin und Journalistin
- Fred Buljo (* 1988), Musiker und Politiker